# Ficofitos spp.
Los Ficofitos son plantas (algas) ligadas al medio acuático, marino o dulceacuícola. Son seres unicelulares o pluricelulares muy complejos, con pigmentos que les permiten utilizar la luz para elaborar alimentos. Estos pigmentos se hallan contenidos en unos organismos celulares denominados plastidios (o plastos).

## Hábitat
Ocupan hábitats de la más variada índole: algunas son de agua dulce, otras son marinas y forman el plancton vegetal; habitan en los litorales o en profundidades. Las algas verdes se sitúan en regiones superficiales, de mayor iluminación, mientras que las pardas y rojas crecen en niveles inferiores.

## Usos humanos
Constituyen una importante fuente de alimento en el lejano oriente, sobre todo en Japón, donde forman parte básica de la dieta. En diversos lugares del litoral del Atlántico europeo han sido utilizadas durante mucho tiempo como forraje y para abonar tierra. Ciertas algas rojas se emplean para fabricar agar-agar. De algunas laminarias se obtienen sales, yodo y fertilizantes.

## Características bioquímicas
Las células de muchas algas presentan elevadas concentraciones de sales minerales que se almacenan en las denominadas vacuolas, orgánulos especiales que pueden contener también sustancias de reserva en forma de azúcares y grasas.  Al igual que los restantes vegetales, poseen clorofila, pigmento de color verde con el que realizan la fotosíntesis. También forman parte de su composición otros pigmentos que tienen funciones de elaboración de alimentos, en forma similar a la clorofila, como la fucoxantina (de color pardo), la ficoeritrina (roja) o la ficocianina (azul), que en muchos casos pueden enmascarar la clorofila. Tales sustancias son las responsables de que un gran número de algas tengan coloraciones pardas, rojizas, amarillentas o azuladas.
- Datos: Q5861547